# Albert Konstantinowitsch Tschernenko
Albert Konstantinowitsch Tschernenko (* 6. Januar 1935 in Nowosjolowo; † 11. April 2009 in Nowosibirsk) war ein russischer Philosoph und Hochschullehrer an der Staatlichen Universität Nowosibirsk.

## Leben und Werk
Albert Tschernenko war ein Sohn von Konstantin Ustinowitsch Tschernenko, dem fünften Generalsekretär der Kommunistischen Partei der Sowjetunion.
Albert Tschernenko war vor allem für seine Innovationen auf dem Gebiet der Sozial-und-Rechtsphilosophie bekannt. Von ihm stammt die sogenannte Theorie der historischen Kausalität zum Verständnis der historischen Ereignisse in der Sowjetunion. Die drei Ebenen einer Selbstentwicklung sind Allgemein (der Aufbau einer konkreten Formation), Besondere (historische Bedingungen) und Individuum (Handlungen historischer Persönlichkeiten).
Anfang der 1990er-Jahre entwickelte Tschernenko die Idee der Legal Technology, um soziale Presse gestalten zu können und das soziale System in Russland zu reformieren. Der Zweck war die Schaffung eines rationalen und effektiven Rechtssystems angesichts der Mehrebenennatur der Kausalität und des systembezogenen Rechtsverständnisses.